# Anthony van den Hurk
Anthony Edsel Johannes van den Hurk (ur. 9 stycznia 1993 w Veghel) – piłkarz z Curaçao występujący na pozycji napastnika w Roda JC Kerkrade oraz w reprezentacji Curaçao.

## Kariera klubowa
Grę w piłkę nożną rozpoczął w wieku 5 lat w klubie Blauw Geel '38 z rodzinnego miasta Veghel w Brabancji Północnej. W latach 2004–2006 szkolił się w FC Den Bosch. W 2006 roku przeniósł się do PSV Eindhoven i przez 6 sezonów występował w drużynach młodzieżowych tego klubu.
W lipcu 2012 roku został graczem FC Den Bosch (Eerste Divisie). 12 sierpnia 2012 rozegrał pierwszy mecz na poziomie seniorskim przeciwko TOP Oss, przegrany 1:2. Po zaliczeniu trzech ligowych występów opuścił klub i w latach 2013–2020 występował w innych zespołach z Eerste Divisie: FC Eindhoven, De Graafschap (awans do Eredivisie w sezonie 2017/2018) oraz MVV Maastricht (3. miejsce w klasyfikacji strzelców w sezonie 2019/20).
W marcu 2020 roku van den Hurk przeniósł się do Helsingborgs IF prowadzonego przez Olofa Mellberga. 15 czerwca zadebiutował w Allsvenskan w przegranym 0:3 meczu z Varbergs BoIS, w którym został zmieniony w 75. minucie przez Alhajiego Gero. W sezonie 2020 zdobył 11 goli i zanotował 4 asysty, a jego zespół zajął 15. lokatę w tabeli i spadł z ligi. W sezonie 2021 został wicekrólem strzelców Superettan oraz awansował ze swoim klubem do Allsvenskan po pokonaniu w play-off Halmstads BK. Został także wybrany przez kibiców Helsingborgs IF piłkarzem roku. W czerwcu 2022 roku trenerzy Mattias Lindström i Álvaro Santos zdecydowali o odebraniu mu funkcji kapitana i przekazaniu jej Viljormurowi Davidsenowi. W sierpniu tego samego roku poprosił o usunięcie go z kadry meczowej na spotkanie z BK Häcken (0:5), ponieważ nie czuł on motywacji do dalszej gry w klubie. Został wskutek tego odsunięty od treningów z pierwszym zespołem i tydzień później jego kontrakt został rozwiązany.
Wkrótce po tym van den Hurk podpisał dwuletnią umowę z Çaykur Rizespor (TFF 1. Lig). W lutym 2023 roku został wypożyczony na 4 miesiące do Górnika Zabrze. 26 lutego zadebiutował w Ekstraklasie w wygranym 1:0 meczu ze Stalą Mielec, w którym zdobył bramkę 15 minut po wejściu na boisko.

## Kariera reprezentacyjna
W latach 2007–2008 występował w reprezentacji Holandii U-15, w której rozegrał 3 mecze i strzelił 2 gole. W latach 2008–2009 grał w kadrze Holandii U-16, w której zaliczył 5 występów i zdobył 2 bramki.
Ze względu na pochodzenie swojego ojca miał możliwość reprezentowania Curaçao – terytorium zależnego Holandii. W marcu 2021 roku został przez Guusa Hiddinka powołany do seniorskiej reprezentacji tego kraju na mecze przeciwko Saint Vincent i Grenadynom i Kubie w eliminacjach Mistrzostw Świata 2022. Zadebiutował 25 marca 2021 w spotkaniu przeciwko Saint Vincent i Grenadynom (5:0), w którym zdobył bramkę.

### Bramki w reprezentacji
| Lp. | Data           | Miejsce                                        | Przeciwnik                | Bramka | Rezultat | Ranga meczu                       |
| --- | -------------- | ---------------------------------------------- | ------------------------- | ------ | -------- | --------------------------------- |
| 1.  | 25 marca 2021  | Ergilio Hato Stadium, Willemstad               | Saint Vincent i Grenadyny | 2:0    | 5:0      | Eliminacje Mistrzostw Świata 2022 |
| 2.  | 7 czerwca 2022 | Estadio Olímpico Metropolitano, San Pedro Sula | Honduras                  | 2:0    | 2:1      | Liga Narodów CONCACAF 2022/23     |

## Życie prywatne
Jego rodzice poznali się na Curaçao. Jest synem mieszkańca tego terytorium i Holenderki. Rozstali się oni przed jego urodzeniem, wskuteg czego był wychowywany w Holandii przez matkę.